# 前552年
| 千纪： | 前1千纪 |
| 世纪： | 前7世纪 \| 前6世纪 \| 前5世纪 |
| 年代： | 前580年代 \| 前570年代 \| 前560年代 \| 前550年代 \| 前540年代 \| 前530年代 \| 前520年代 |
| 年份： | 前557年 \| 前556年 \| 前555年 \| 前554年 \| 前553年 \| 前552年 \| 前551年 \| 前550年 \| 前549年 \| 前548年 \| 前547年                                                                        |
| 纪年： | 周灵王二十年 魯襄公二十一年 齐庄公二年 晋平公六年 秦景公二十五年 宋平公二十四年 楚康王八年 卫殇公七年 陈哀公十七年 蔡景侯四十年 曹武公三年 郑简公十四年 燕文公三年 吴王诸樊九年 杞孝公十五年 |

## 大事記
- 晉國士鞅和欒盈的母親欒祁誣稱欒盈謀反，欒盈逃到楚國。
- 邾國大夫庶其據漆邑、閭丘归降魯國。
- 晋平公、齐庄公、鲁襄公、宋平公、卫殇公、郑简公、曹武公、莒犂比公、邾悼公在商任会盟。

## 逝世
- 子庚，楚国令尹
- 叔虎，晉国人
- 董叔，晉国人